# 王況 (将軍)
王 況（おう きょう、? - 23年）は、中国の前漢時代末期から新代にかけての武将。前漢末の成都侯王況や新代の占師王況とは別人である。

## 事跡
| 姓名         | 王況                                                                                                   |
| 時代         | 前漢時代 - 新代                                                                                        |
| 生没年       | 生年不詳 - 23年（地皇4年）                                                                             |
| 字・別号     | 〔不詳〕                                                                                               |
| 出身地       | 〔不詳〕                                                                                               |
| 職官         | 春王城門校尉〔前漢〕→奮威将軍〔前漢〕 ※振武将軍は時期不明 →虎賁将軍〔新〕 →将軍（九虎将軍の1人）〔新〕 |
| 爵位・号等   | - |
| 陣営・所属等 | 孺子嬰→王莽                                                                                            |
| 家族・一族   | 〔不詳〕                                                                                               |

王莽配下の武将。
居摂2年（7年）9月、東郡太守翟義が王莽打倒に蜂起する。春王城門校尉をつとめていた王況は、王莽から奮威将軍に任命され、奮武将軍孫建ら他の6人の将軍とともに翟義討伐に参加している。なお『宋書』百官志によると、前漢末に振武将軍に任命されたとあるが、時期は不明である。
始建国2年（10年）12月、王莽は匈奴単于の称号を降奴服于と改める。さらに立国将軍孫建に12人の将軍を率いさせ、五路からこれを討伐させた。この時、王況も虎賁将軍として12人の将軍の一人となっており、五威将軍苗訢とともに五原郡から出撃している。
地皇4年（23年）秋、析県（弘農郡）で蜂起した鄧曄・于匡を討伐するために、王況は王莽から「九虎将軍」の一人に任命された。九虎将軍は家族を王莽に人質にとられ、首都を警備する精鋭部隊を率いていた。しかし、王莽は自らの財貨を惜しみ、九虎将軍の部隊の兵士には僅か四千銭しか支給せず、士気は低調であった。王況は他の将軍たちとともに、回谿（弘農郡華陰県）の要衝を守備したが、鄧曄・于匡の前に大敗してしまう。
王況は同じく九虎将軍の一人である史熊とともに、朝廷へ戻って死罪を受けようとした。しかし、その前に王莽が使者を派遣して叱責してきたため、2人はその場で自殺して果てた。